# Beiersdorf-Freudenberg
Beiersdorf-Freudenberg település Németországban, azon belül Brandenburgban. Lakosainak száma 627 fő (2023. december 31.).

## Népesség
A település népességének változása:
| Lakosok száma | 574  | 606  | 604  | 623  | 628  | 627  |
|               | 2014 | 2017 | 2019 | 2021 | 2022 | 2023 |